# Sumatraanse grondkoekoek
De Sumatraanse grondkoekoek (Carpococcyx viridis) is een vogel uit de familie der koekoeken (Cuculidae) die alleen voorkomt op Sumatra. Het is een ernstig bedreigde vogelsoort die voorkomt in ongerepte bergwouden.

## Beschrijving
De vogel is zo'n 55 cm lang. Hij heeft een lange staat en groene poten. Zijn kruin is zwart en naar achter toe neigt dit naar groen. Onder de kop is de vogel groen, zijn onderrug is bruin met groen-bruine strepen. De staart en vleugels zijn zwart met een groene schijn. De onderkant is vaalgeel. De flanken zijn eerder rossig. De naakte huid rond het oog is groen, lila of blauwe van kleur.
De roep van C. viridis is een laag gefluit dat gaat van hoog naar laag en terug (WE-ow-WE). De roep wordt herhaald waarbij elke "zin" een beetje hoger is dan de vorige.

## Voorkomen en leefgebied
De vogelsoort komt voor in het zuiden van het Indonesisch eiland Sumatra. Het is een bewoner van ongerept,  montaan bos tussen de 300 en 1400 m boven de zeespiegel. De vogel leeft daar in dichte ondergroei en foerageert voornamelijk op de bosbodem.

## Status
Tussen 1997 en 2010 zijn er een half dozijn min of meer bevestigde waarnemingen, geluidsopnamen en foto's van deze vogel uit het Nationaal park Bukit Barisan Selatan en omgeving. Het leefgebied (ongerepte bergwouden) is voor 80% reeds gekapt en omgezet in akkerland. Dit proces begon al in 1917. Daarnaast wordt de vogel slachtoffer van stroperij met wildstrikken. Volgens een schatting uit 2016 zijn er nog 50 tot 250 volwassen exemplaren van de Sumatraanse grondkoekoek. Om deze redenen staat deze grondkoekoek als ernstig bedreigd (kritiek) op de Rode Lijst van de IUCN.